# Zbór Kościoła Chrześcijan Baptystów w Zduńskiej Woli
Zbór Kościoła Chrześcijan Batystów w Zduńskiej Woli – zbór baptystyczny utworzony w 1885.

## Historia
Pierwsi baptyści przybyli do Zduńskiej Woli w 1868. W 1876 nabyto dom przy ul. Sieradzkiej. Początkowo wspólnota miała status placówki i podlegała zborowi w Kurówku. Usamodzielnienie nastąpiło w roku 1885, zbór liczył wtedy 207 członków. Parafia posiadała 9 filii: w Wandalinie, Milejowie, Marianowie (powiat sieradzki), Kaliszu i Johance (powiat kaliski), Porożu i Pęczniewie (powiat Poddębice) oraz Słaborowicu i Kęszycu (powiat Ostrów Wielkopolski).
W 1925 zbór liczył około 700 wyznawców, z czego połowa pochodziła ze Zduńskiej Woli. Większość wyznawców była niemieckojęzyczna. W 1941 na bramie prowadzącej do kościoła umieszczono napis „Polakom wstęp wzbroniony”.
W 1945, po wejściu Armii Czerwonej zbór praktycznie przestał funkcjonować. Niemiecka większość wyemigrowała na Zachód, natomiast polska mniejszość spotykała się w prywatnym domu. Budynek najpierw został zamieniony na więzienie dla jeńców niemieckich, a następnie mieściła się w nim Komenda Hufca Harcerzy ZHP. W 1963 postanowieniem Sądu Powiatowego w Sieradzu nieruchomość przeszła na własność Skarbu Państwa „przez zasiedzenie”. W 1988 budynek przekazano Kościołowi Polskokatolickiemu. W 1990 prezydent miasta zakwestionował postanowienie sądu z roku 1963 i przekazał budynek Kościołowi Chrześcijan Baptystów. W 1990 odgruzowano zabetonowane baptysterium i po 45 latach odbył się w nim pierwszy chrzest.

## Obiekt sakralny
W latach 1901–1902 na potrzeby zboru wzniesiono kościół w stylu neogotyckim. Obecnie obok funkcji religijnych organizowane są w nim wystawy artystyczne.